# Amphicyclotulus liratus
Amphicyclotulus liratus је пуж из реда Architaenioglossa. 

## Угроженост
Ова врста се сматра рањивом у погледу угрожености врсте од изумирања.

## Распрострањење
Ареал врсте је ограничен на једну државу. 
Мартиник је једино познато природно станиште врсте.